# Atlapetes terborghi
El atlapetes de Vilcabamba o matorralero de Vilcabamba (Atlapetes terborghi) es una especie de ave paseriforme de la familia Passerellidae endémica de los bosques húmedos de la Cordillera de Vilcabamba, en el sur de Perú. Anteriormente se consideraba una subespecie del atlapetes pechiamarillo.